# Essie Kelly
 (avril 2023).
Essie Kelly, née Marjorie Amoussou Diallo le 12 octobre 1986 à Paris, est une femme de lettres et juriste franco-ivoirienne.  Elle remporte à Abidjan, en novembre 2017, le Prix Horizon.

## Biographie
Essie Kelly nait à Paris le 12 octobre 1986.  Juriste de formation, animatrice culturelle et romancière ivoirienne, elle est également une activiste littéraire . Essie Kelly incarne une figure vibrante de la scène littéraire ivoirienne contemporaine. Autrice engagée, elle place la femme, l’Afrique et les luttes identitaires au cœur de son œuvre, mêlant esthétisme littéraire et profondeur sociale avec une rare intensité.